# Туровский район
Туровский район (бел. Тураўскі раён) — административно-территориальная единица в составе Белорусской ССР, существовавшая в 1924—1962 годах. Центр — местечко (с 1938 — городской посёлок) Туров.
Туровский район был образован 17 июля 1924 года в составе Мозырского округа. По данным 1926 года имел площадь 2095 км², население — 24,4 тыс. чел. В 1930 году, когда была упразднена окружная система, Туровский район перешёл в прямое подчинение БССР. В июне 1935 года район вошёл в состав вновь образованного Мозырского округа. 15 января 1938 года с введением областного деления включён в состав Полесской области.
По данным на 1 января 1947 года район имел площадь 1,5 тыс. км². В его состав входили городской посёлок Туров и 8 сельсоветов: Букчанский, Вересницкий, Дзержинский, Запесочский, Озеранский, Переровский, Рычевский, Тонежский.
В результате ликвидации Полесской области 8 января 1954 года район передан в Гомельскую область. В декабре 1962 года район был упразднён, а его территория разделена между Житковичским и Лельчицким районами.

## Население
По переписи 1939 года, в районе проживало 26 798 человек: 23 732 белоруса (88,6 %), 1835 еврея (6,8 %), 784 русских (2,9 %), 345 украинцев (1,3 %) и 102 представителя других национальностей.
По переписи 1959 года, в районе проживало 29 698 человек.